# Văn hóa Đại Mạch Địa
Đại Mạch Địa (giản thể: 大麦地; phồn thể: 大麥地; bính âm: Dàmàidì), là di chỉ có 3.172 nham họa, với 8.453 hình khắc riêng lẻ trên vách đá. Các học giả cho rằng nó có thể là đại diện cho hệ thống chữ viết sớm nhất được biết đến tại Trung Quốc. Đại Mạch Địa là một thôn nhỏ nằm ở Trung Vệ, Ninh Hạ; nằm trên Vệ Ninh Bắc Sơn gần Hoàng Hà.
Các hình khắc tại Đại Mạch Địa có niên đại cách nay 7.000-8.000 năm, miêu tả về các chủ đề môi trường cũng như xã hội. Có các hình khắc về Mặt Trời và Mặt Trăng cùng với các thiên thể khác, cũng như cảnh săn bắn, chăn nuôi và chiến đấu. Các nhà khảo cổ học cho rằng một số biểu tượng (trên 1.500) mang một số điểm tương đồng với các ký tự tượng hình cổ của chữ Hán. Nếu như ước tính về niên đại của các hình khắc là chính xác, điều này sẽ đẩy lui mốc thời gian nguồn gốc của chữ Hán (trước đó được xem là Giáp cốt văn tìm thấy tại An Dương) từ 1200 TCN thành 6600 TCN-6200 TCN.